# Aleksandr Sančik
Aleksandr Semënovič Sančik (in russo Александр Семёнович Санчик?; Mosca, 15 ottobre 1966) è un generale russo, comandante del Distretto militare meridionale da novembre 2024.

## Biografia
Nel 1985 si arruolò nell'Esercito sovietico e studiò presso la Scuola superiore di comando carristi di Tashkent, in Uzbekistan, dove si diplomò nel 1989. In seguito divenne comandante di un plotone carri e concluse gli studi anche alla Scuola superiore interforze delle forze armate russe nel 2000.
Nel 2008 venne nominato comandante della 136ª Brigata fucilieri motorizzata delle guardie, con cui partecipò alla seconda guerra in Ossezia del Sud contro la Georgia. Per le sue azioni in quel conflitto ricevette l'Ordine al merito militare e in seguito continuò a guidare la 136ª fino al luglio del 2011. Nel 2013 passò al comando della 27ª Brigata fucilieri motorizzata delle guardie.
Nel 2014 venne nominato comandante della 2ª Divisione fucilieri motorizzata delle guardie in concomitanza con la promozione a maggior generale.
Dal 2015 al 2017 studiò presso la Facoltà di Sicurezza Nazionale e Difesa dello Stato dell'Accademia militare dello Stato maggiore delle forze armate russe, dopodiché venne nominato vice comandante della 58ª Armata combinata.
Nell'ottobre 2020 è stato nominato comandante della 35ª Armata combinata. Due anni dopo, il 17 febbraio 2022, è stato promosso a tenente generale.

### Guerra russo-ucraina
Al comando della 35ª Armata Sančik ha preso parte all'invasione dell'Ucraina, occupando il paese da nord-est e avanzando verso la capitale ucraina nell'ambito dell'offensiva su Kiev. Durante queste battaglie la 64ª Brigata dell'armata si è macchiata di crimini di guerra contro la popolazione civile della cittadina di Buča. Alla fine di marzo 2022 le truppe dell'armata sono state respinte con ingenti perdite, il ché le ha costrette a ripiegare nel territorio russo, per poi essere dispiegate nell'oblast' di Charkiv verso la città di Izjum. Secondo numerose fonti sia russe che occidentali, la formazione avrebbe subito pesantissime perdite tali da risultare quasi completamente distrutta.
Nel 2023 Sančik è stato trasferito al Distretto militare orientale (VVO) in veste di primo vice comandante e capo di stato maggiore.
Il 15 maggio 2024 è stato nominato comandante ad interim del VVO, sostituendo il generale Andrej Kuzmenko. Nel novembre successivo è stato nominato comandante del Distretto militare meridionale, succedendo al comandante ad interim Gennadij Anaškin. Nel mese successivo è stato promosso a colonnello generale.

## Vita privata
Aleksandr Sančik è sposato con Natalija Petrovna. La coppia ha un figlio di nome Artem.

## Sanzioni
Il 2 agosto 2022 Sančik è stato inserito nell'elenco delle sanzioni canadesi in quanto "coinvolto nell'invasione russa dell'Ucraina, compreso il massacro di Buča".
Nel febbraio 2023 Sančik è stato aggiunto alla lista di persone sanzionate dall'Unione europea in quanto "responsabile nel sostenere e realizzare azioni che compromettono l'integrità territoriale, la sovranità e l'indipendenza dell'Ucraina".